# Le Nouveau (film, 2015)
Ne doit pas être confondu avec Le Nouveau (film, 2002).
Pour plus de détails, voir Fiche technique et Distribution.
Le Nouveau est un film français réalisé par Rudi Rosenberg, sorti en 2015.

## Synopsis
Nouvel arrivant dans un collège parisien, Benoît est malmené par une bande de garçons hautains qui rendent difficile son intégration. Pour renverser la situation, sur les conseils de son oncle, il organise une grande soirée. Alors qu'il avait invité tous les élèves de sa classe, seuls trois viennent. Et ce ne sont pas les plus populaires...

## Fiche technique
Sauf indication contraire, les informations mentionnées dans cette section peuvent être confirmées par les bases de données cinématographiques IMDb et Allociné,  présentes dans la section « Liens externes ».
- Titre original : Le Nouveau
- Réalisation : Rudi Rosenberg
- Scénario : Rudi Rosenberg, collaboration au scénario Igor Gotesman et Bruno Muschio
- Musique : Jonathan Morali
- Décors : Sébastien Meunier[1]
- Costumes : Élise Bouquet et Reem Kuzayli
- Photographie : Nicolas Loir
- Son : Vincent Arnardi, Arnaud Lavaleix, Frédéric Le Louet
- Montage : Julie Lena et Isabelle Devinck
- Production : Éric Juhérian et Mathias Rubin
  - Production déléguée : Éric Zaouali
  - Coproduction : Stéphane Célérier, Julien Deris, Marc Dujardin, Franck Elbase, Valérie Garcia, David Gauquié, Jean-Marc Lacarrère et Etienne Mallet
- Sociétés de production[2] : Récifilms, en coproduction avec  Cinéfrance 1888, Mars Films, D8 Films et Cinéfrance Plus, avec la participation de Canal+, Ciné+, D8, avec le soutien de la région Île-de-France
- Sociétés de distribution[3] : Mars Films (France) ; Lumière (Belgique) ; Praesens-Film (Suisse romande)
- Budget : 3 655 359 €[4]
- Pays de production :  France
- Langue originale : français
- Format[5],[3] : couleur - 1,85:1 (Panavision) - son Dolby 5.1
- Genre : comédie dramatique
- Durée : 81 minutes
- Dates de sortie[6] :
  - France : 30 août 2015 (Festival du film francophone d'Angoulême) ; 8 octobre 2015 (Festival international du film de Saint-Jean-de-Luz) ; 14 novembre 2015 (Festival du film de Sarlat) ; 23 décembre 2015 (sortie nationale)
  - Belgique : 23 décembre 2015[7]
  - Suisse romande : 30 décembre 2015[8]
- Classification[9] :
  - France : tous publics[10]
  - Belgique : tous publics (Alle Leeftijden)[7]
  - Suisse romande : interdit aux moins de 10 ans[11]

## Distribution
- Réphaël Ghrenassia : Benoît
- Joshua Raccah : Joshua
- Géraldine Martineau : Aglaée
- Guillaume Cloud-Roussel : Constantin (improvisation)
- Johanna Lindstedt : Johanna
- Max Boublil : Greg (oncle de Benoît)
- Eythan Chiche : Charles
- Gabriel Nahum : membre de la bande de Charles
- Ismaël Mandile : membre de la bande de Charles
- Arthur Grégoire : membre de la bande de Charles
- Iléana Courbey : Astride
- Yiling Luo : membre de la bande d'Astride
- Pauline Leblond : membre de la bande d'Astride
- Samuel Jami : membre de la bande d'Astride
- Zélie Pouyanne : membre de la bande d'Astride
- Charles Madar : membre de la bande d'Astride
- Sacha Fleury :  membre de la bande d'Astride
- Valentina Fiamini : membre de la bande d'Astride
- Salle Samassa : membre de la bande d'Astride
- Maguelone Béroud : membre de la bande d'Astride
- Idriss Abdelmoula Durupt : Nino (frère de Benoît)
- Jeni Radu : Jeni (sœur de Joshua)
- Eddhy Dupont : un sixième
- Raphaël Gobert : un sixième
- Valentin Larminach : un sixième
- Charles Picavais : invité de la soirée d'Astride
- Dimitri Lazareff : copain d'Astride
- Louise Andrier : invité de la soirée d'Astride
- Paola Dubois : Sandra, invitée de la soirée d'Astride
- Émilie Dieval : invité de la soirée d'Astride
- Paul Saulnier : invité de la soirée d'Astride
- Sixtine Dupont : invité de la soirée d'Astride
- Mila Ramelli : invité de la soirée d'Astride
- Annika Thorelli : invité de la soirée d'Astride
- Anna Meliz : membre de la chorale
- Thibault Chabrol : membre de la chorale
- Faustine de Maximy : membre de la chorale
- Selim Mehenni : membre de la chorale
- Rémi Perrusson : membre de la chorale
- Rayan Belhadj : membre de la chorale
- Aniss Ziouale : membre de la chorale
- David Sighicelli : père de Benoît
- Emmanuelle Fernandez : mère de Benoît
- Jean-Pierre Vacher : professeur principal
- Édith Le Merdy : professeur de mathématiques
- Julien Leprovost : professeur d'informatique
- Grégoire Bonnet : professeur exposé
- Pierre Chevallier : professeur de sciences physiques
- Jan Debski : professeur de musique

## Accueil

### Accueil critique
« Le cinéma américain regorge de bonnes comédies de collège. Outre-Atlantique, c'est même un genre en soi. En France, il n'y en a eu que deux : La Boum, tourné il y a trente-cinq ans, et LOL, vingt-huit ans plus tard. Non, on ne compte pas Les Profs et L'Élève Ducobu... Il y en aura désormais une troisième, avec ce premier long métrage aussi drôle que sensible. ».

## Distinctions
Entre 2015 et 2017, le film Le Nouveau a été sélectionné dix fois dans diverses catégories et a remporté six récompenses,.

### Récompenses
- Festival du film de Zagreb (Zagreb Film Festival) 2015 : Prix du public du meilleur film pour Rudi Rosenberg.
- Festival international du film francophone de Namur 2015 : Prix du public long métrage fiction de la ville de Namur.
- IndieLisboa - Festival international de cinéma indépendant de Lisbonne 2016 :
  - Prix du public du meilleur long métrage pour Rudi Rosenberg,
  - Prix Indie Junior pour Rudi Rosenberg.
- Mon festival du film français 2017 :
  - Prix du jury cinéaste du meilleur film pour Rudi Rosenberg,
  - Prix de la presse internationale du meilleur film.

### Nominations
- Festival du film de Zagreb (Zagreb Film Festival) 2015 : Landau d'or du meilleur film du meilleur film pour Rudi Rosenberg, Récifilms, Cinéfrance 1888 et Mars Films
- Festival international du cinéma indépendant de Buenos Aires 2016 : Compétition internationale du meilleur film pour Rudi Rosenberg.
- Association des critiques de cinéma argentins (Argentinean Film Critics Association Awards) 2017 : Meilleur film étranger pour Rudi Rosenberg.

### Sélections
- Festival du film francophone d'Angoulême 2015 : Avant-premières pour Rudi Rosenberg.

## Autour du film
- Le lycée Montaigne sert de décor scolaire au film, là où avait déjà été en partie filmé Le Péril jeune[15].
- Le jeune comédien Guillaume Cloud Roussel a joué en totale improvisation sur tout le film alors qu'il était âgé de quinze ans seulement lors du tournage.